# 만리장성
만리장성(중국어 정체자: 萬里長城, 간체자: 万里长城, 병음: Wànlĭ Chángchéng 완리창청[*], 영어: Great Wall of China)은 흉노족 등의 유목 민족의 침입을 막기 위해 중국의 고대 진나라(시황제) 때 기존의 성곽을 잇고 부족한 부분은 새롭게 축조하여 만든 거대한 성곽이다. 이후 명나라 시대에 이르기까지 중국의 역대 왕조에서 다양한 목적을 가지고 방벽을 지속적으로 보수하고 개축 및 신축하여 현재까지 남아 있으며 중국을 상징하는 대표적인 유적이자 건축물로 널리 알려져 있다. 1987년에 유네스코의 세계문화유산에 등재되었다.

## 개요

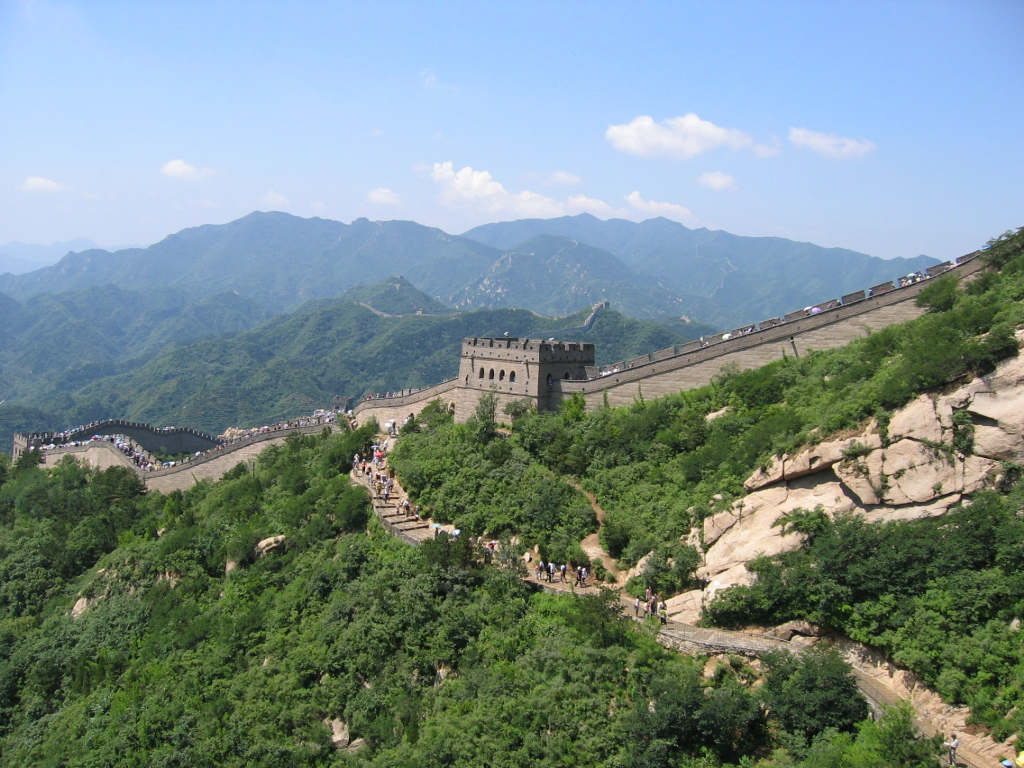
만리장성 (2004년 여름)

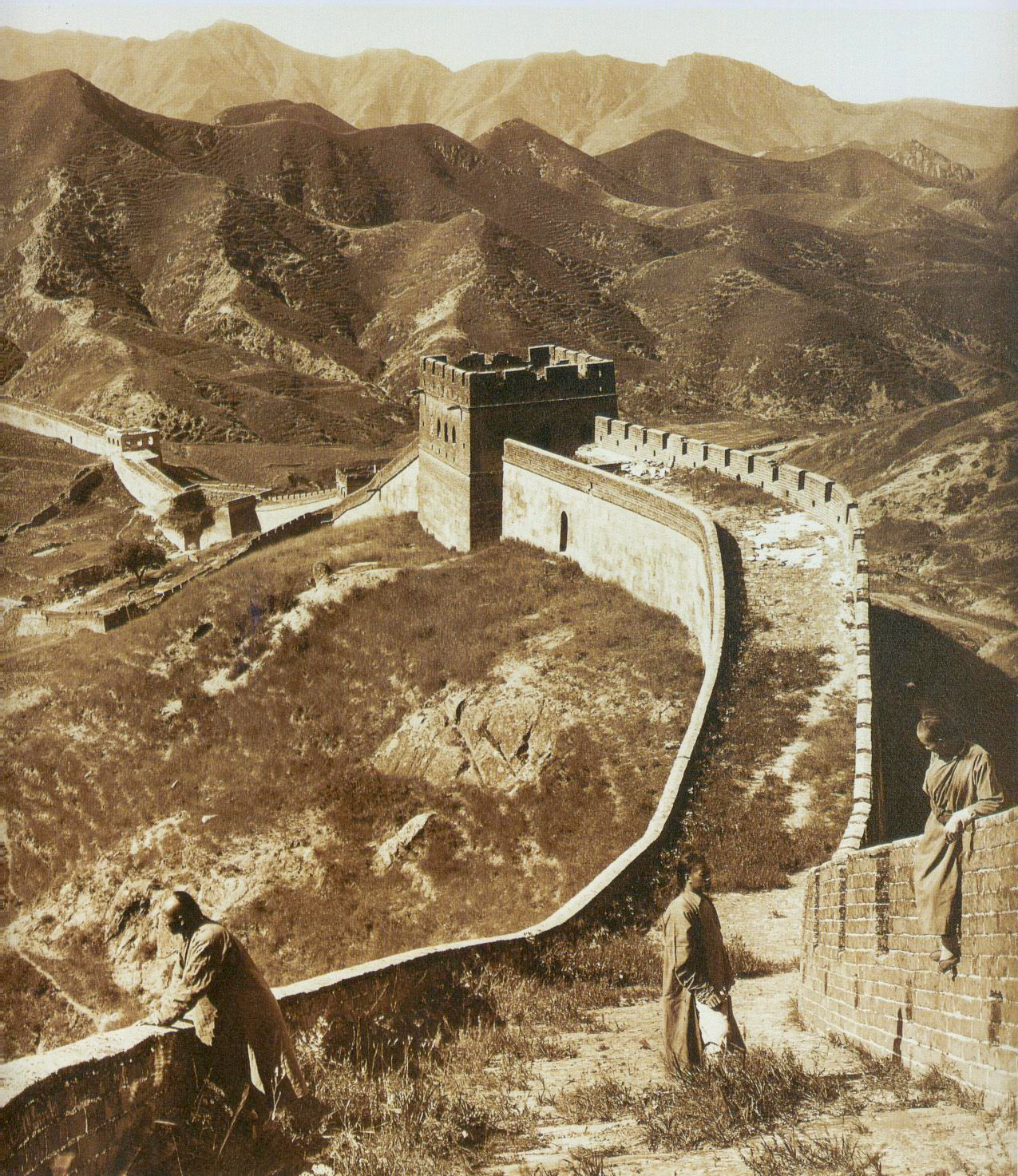
만리장성 (1907년 청나라 말기)

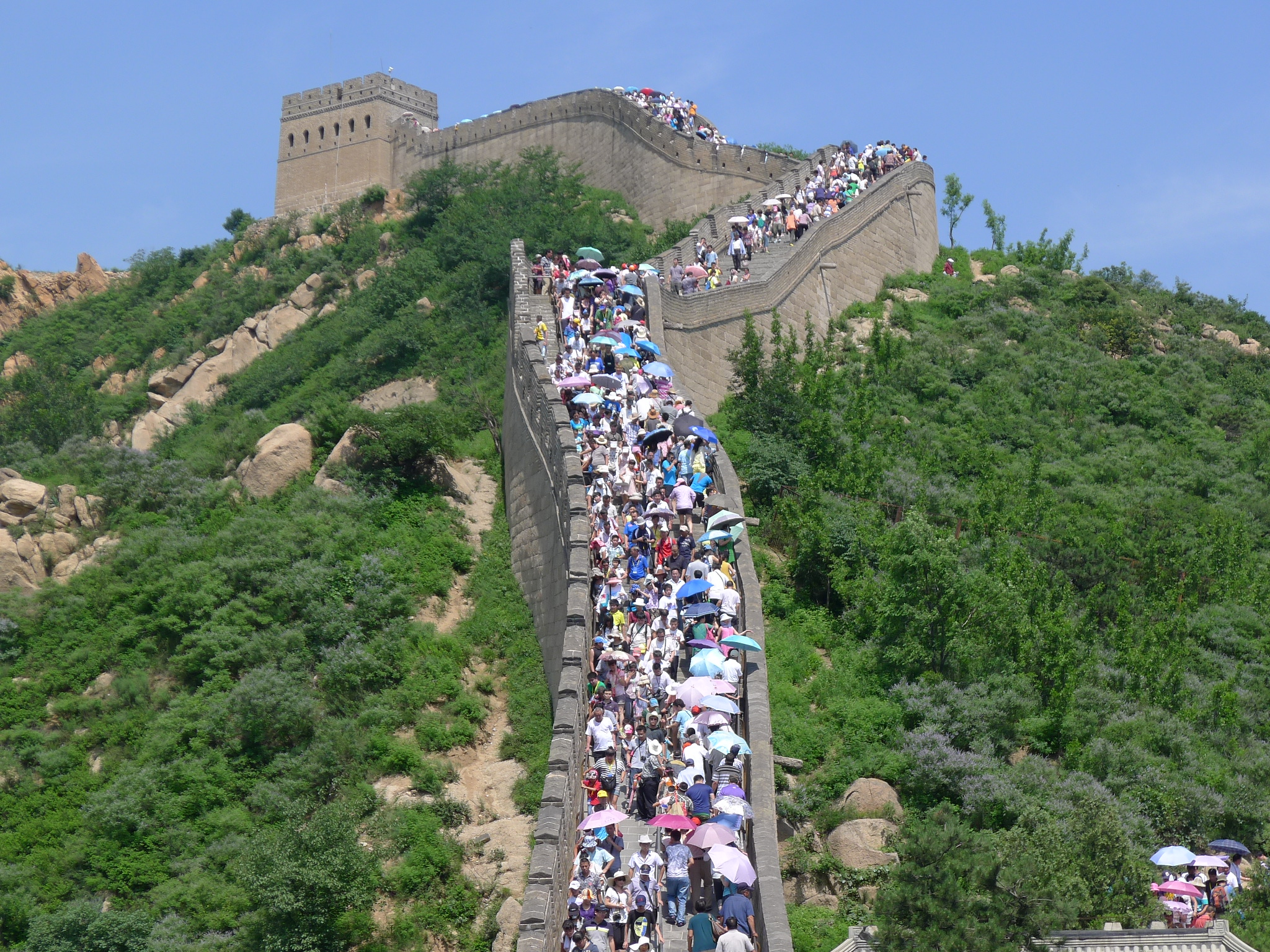
만리장성 (팔달령 정상에 오르는 관광객들)

줄여서 장성(중국어 정체자: 長城, 간체자: 长城, 병음: Chángchéng 창청[*])이라고 하며, 중국인들도 만리장성이라 부르지 않고 장성이라 부른다. 현재 남아 있는 장성의 유적은 허베이성(河北省) 산해관(山海關)에서부터 간쑤성(甘肅省) 가욕관에 이른다.
지도상의 연장은 약 2,700km이지만, 기복이 있거나 중첩된 부분을 고려한다면 총 길이 5,000~6,000km에 달한다. 그 거대함 때문에 “달에서도 보이는 유일한 인공 건축물”이라고 거론되었으나 2004년 12월 8일 중국과학원은 사람의 눈으로는 우주 공간에서 만리장성을 관측할 수 없다고 밝혔다. 중국 스포츠 국가대표팀의 별칭으로도 사용되고 있다.

## 구조
만리장성은 진시황 치세 시기부터 명나라 시기까지 1,000년이 넘게 축조된 성으로 이 때문에 각 구간마다 구조가 다르다. 진시황 치세 시기부터 삼국 시대 무렵까지의 만리장성은 이른바 토성(土城)이라 하여 흙반죽을 먼저 깔고 그 위에 흙과 볏짚을 섞은 반죽을 쌓는 방식으로 성을 쌓았는데 여기에서 볏짚은 성벽이 무너지지 않도록 흙을 잡아주는 역할을 한다. 벽돌을 사용하여 쌓은 구간은 명나라 시기에 쌓은 구간이다.

## 역사

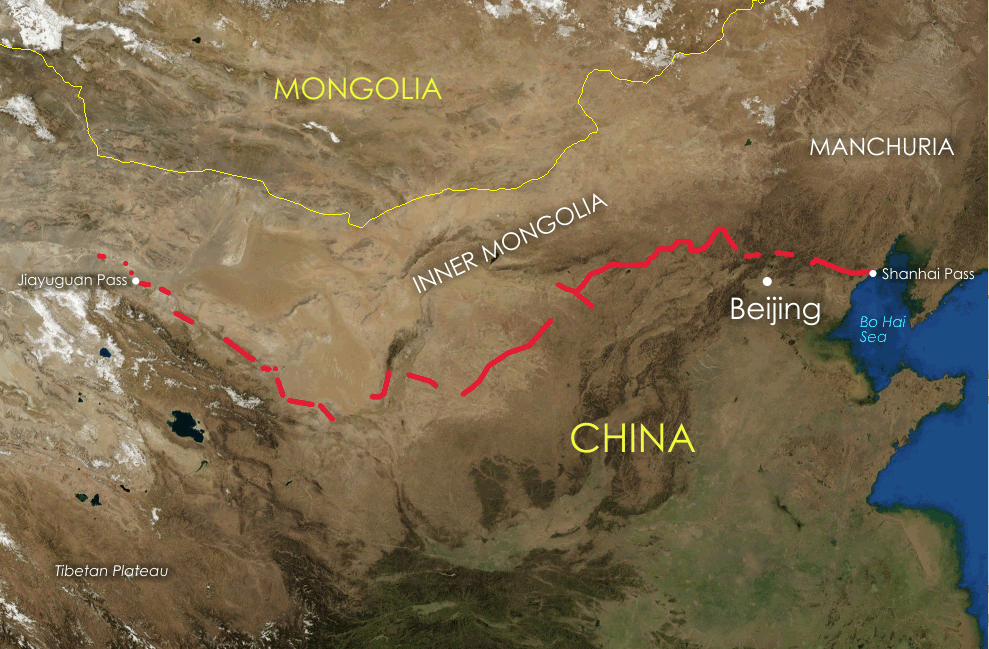
현존하는 만리장성

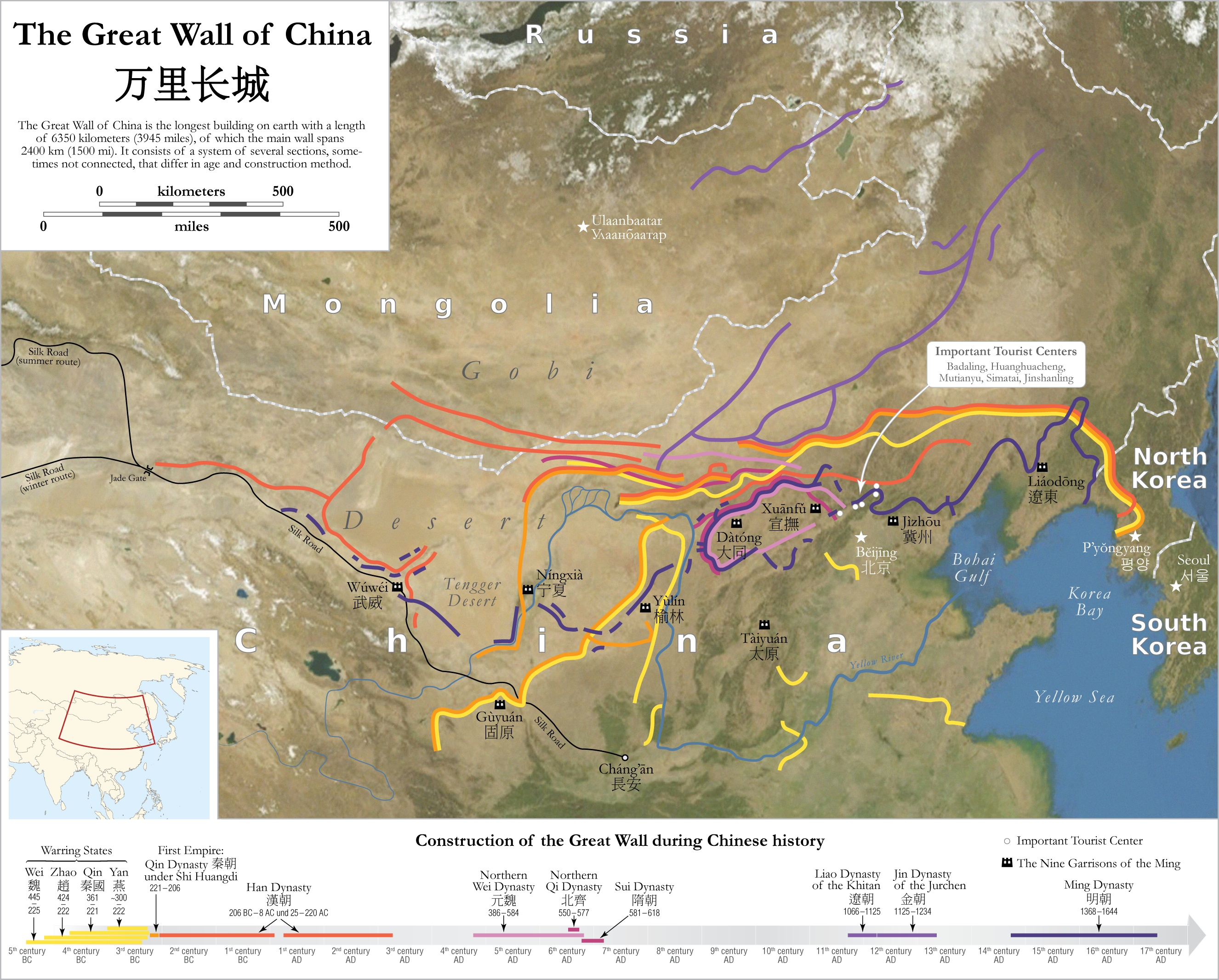
중국이 주장하는 시대별 만리장성의 축조도. 한국 학계에서는 이를 부정하고 만리장성이 동쪽으로 요하 부근까지 진출했다고 본다.

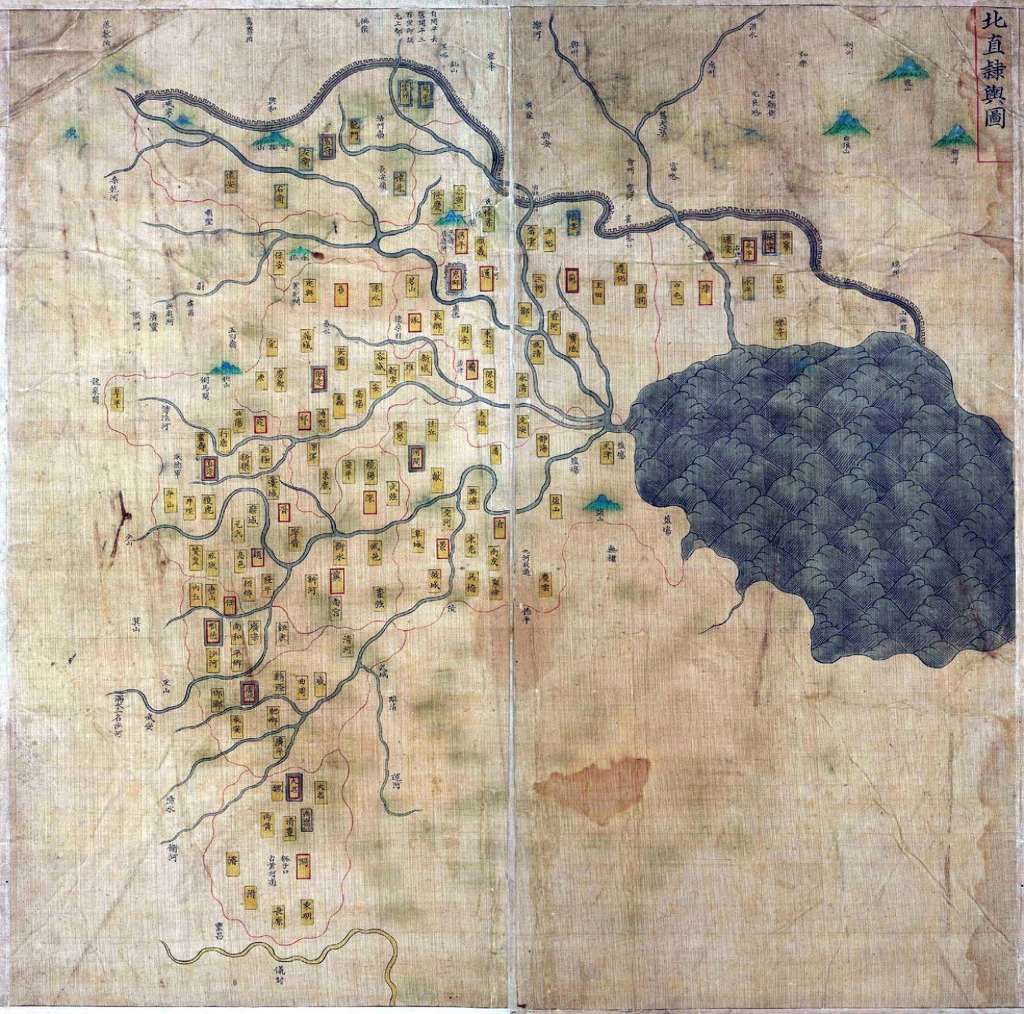
대명여지도에 그려진 명장성 (직례성 지역)

대명여지도에 그려진 명장성 (요동 지역)

### 진한(秦漢)대의 장성
장성의 기원은 춘추 시대의 제(齊)에서 시작되어 전국 시대에 들어오면 위(魏)·연(燕)·조(趙)·진(秦) 등 북방의 이민족과 국경을 접하고 있던 국가들이 국경에 북방의 방어를 위해 장성을 쌓았다. 한, 제, 초 등은 북방의 이민족과 국경을 접하고 있지 않았기 때문에, 이들이 쌓은 장성은 서로의 침략을 막기 위해 중국 본토 안에 건설되었다. 기원전 222년에 진의 시황제가 중국을 통일한 후 중국 안에 있던 장성을 파괴하고 흉노를 방어하기 위하여 북쪽에 만들어졌던 여러 성들을 보수하고 서로 연결시켜 장성을 쌓았는데, 기록에 따르면 몽염 장군에게 장성을 쌓도록 명하여 기원전 214년 경에 완성하였으며 동쪽으로는 요동(현재의 랴오닝성)에 이르렀고 서쪽은 임조(臨洮, 현재의 간쑤성 민 현)에 이르렀다고 한다. 최근에 발견된 츠펑 시 등지의 유적으로 미루어 보아 당시의 장성은 현재보다는 북방에 위치하였다. 이후 한나라의 무제는 흉노를 몰아내고 영토를 확장하면서 장성을 서쪽의 옥문관까지 확장시켰다. 후한 시기에는 흉노의 세력이 크게 약화되어 이후 수백년 동안 장성의 개축은 이루어지지 않았다.
이 시기의 장성은 현존하는 장성과는 위치도 전혀 다르고 쌓는 방법도 달랐다. 현재의 장성보다 더 북쪽에 위치하며, 대부분 흙으로 쌓은 것이기에 현재의 만리장성과 달리 높이도 낮았다. 이 당시의 만리장성은 긴 장벽 형태의 성벽뿐 아니라, 국경 초소나 보루, 요새 등으로만 이루어진 구간도 다수 존재했으며, 성벽이 끊긴 곳도 있었다. 북방민족과의 경계가 아닌 요동 남부 등에 설치된 만리장성은 본격적인 성벽이라기 보다는 전진기지 성격의 요새가 대부분이다.

### 장성의 개축
남북조 시대에 화북을 통일한 북위는 북방의 유연을 방어하기 위해 원래 장성의 위치보다 남쪽에 새로운 장성을 쌓았다. 이것이 현재 남아 있는 만리장성의 기초가 되었다. 수나라는 통일 이후에 만리장성을 보수하고 오르도스 지방 남쪽에 새로운 장성을 쌓았다. 그러나 당대에는 북방을 경영하고 북방의 이민족을 지배하면서 만리장성은 유명무실해졌다. 이후에는 반대로 이민족인 거란, 여진, 몽골 등이 지속적으로 공격해와 장성 너머에 영토를 가지게 되면서 만리장성은 무력화되고 방치되었다. 그러나 거란의 요나 여진의 금은 다른 북방 이민족의 침입을 막기 위해 다싱안링산맥 등지에 새롭게 장성을 수축하기도 하였다.
원을 몰아내고 명이 세워진 뒤 원의 재침입을 막기 위해 장성을 강화하고 신축하여 지금 형태의 장성이 되었다. 영락제 때부터 건설을 시작한 만리장성은 북위 및 북제의 장성이 기초가 되었으며, 오르도스 남쪽 수나라의 장성도 활용되었다. 주로 북경 인근의 동단을 중심으로 축성된 명나라의 만리장성은 가정제 연간에 몽골의 침입이 가속화되면서 더욱 견고하게 건설되었으며, 서쪽의 장성들도 지속적으로 개축되어 16세기 말에 비로소 지금의 장성이 모두 완성되었다.

### 연혁
- 전국 시대 당시에 조, 연, 진 3국이 장성을 쌓음
- 기원전 221년에 진시황제가 연과 조의 장성을 연결하고 북방 유목민족(흉노)의 침입을 대비해 서쪽으로 더 연장시킴
- 한대에 무제가 우웨이(武威)와 주취안(酒泉)에 장성을 연장시켜 쌓음
- 남북조 시대 때 북주와 북제가 성벽을 대규모로 축조함
- 수의 양제가 장성을 보수하고 오르도스 남단에 새로운 장성을 쌓음
- 금이 타타르족의 침입을 막기 위해 싱안링 산맥에 대규모로 장성을 쌓음
- 명의 영락제가 지금의 만리장성을 쌓고 동쪽 산해관을 설치함
- 명의 정통제가 북경 정면 부분의 2중으로 장성을 쌓음
- 명의 가정제가 대대적으로 장성을 개축함
- 이후에 16세기에 지금의 만리장성이 완성됨

## 현황
현재 중국 정부는 만리장성을 중요한 역사적 문화재로서 보호하고 세계문화유산에도 등재시켰다. 세계 유수의 관광 명소로 이름이 높았으나, 지역 주민이 집의 재료나 관광객에 판매하기 위해 장성의 벽돌을 갖고 돌아갔기에 파괴가 지속되었다. 또한 댐 공사로 인해 일부가 물에 잠기기도 하였다. 장성 주변의 감숙성과 섬서성(陝西省)은 중국에서도 가난한 지역 중 하나로 당국은 대책에 골머리를 앓고 있다. 2006년 4월에 열린 중국의 학술단체 중국장성학회의 조사에 의하면 "만리장성이 안전하게 보전되어 있는 지역은 전체의 20% 이하이고, 일부 현재 존재하는 지역도 30%이며, 남은 50% 이상은 모습이 사라졌다"라고 보고되었다.
만리장성 중 가장 인기 있는 관광지는 베이징 부근의 팔달령 장성(八達嶺長城)이다. 수도인 베이징에서 80km 떨어져 있다는 지리적 장점과 함께 용이 춤을 추는 듯한 역동적인 형상 때문에 팔달령은 1년 내내 관광객이 끊이지 않는 곳이다.

## 논란
중국은 2009년 진장성과 명장성으로 대표되는 만리장성의 전체 길이와 위치를 확정하여 발표하였다. 한국에서는 중국이 만리장성의 동쪽 끝이라 발표한 단둥 시의 ‘호산산성’이 고구려의 박작성이라는 사실에 언론이 주목하여 논란이 되었다. 2004년부터 고구려의 박작성을 대대적으로 개축하여 만리장성의 일부라고 주장하고 있다고 한다. 또한 2012년에는 중국의 역대 왕조들이 건설한 장성 유적을 모두 조사하고 그 결과를 발표하였는데, 한국의 언론에서는 이를 기존의 만리장성의 길이를 연장한 것이라 왜곡하여 발표, 대중의 논란을 불러일으켰다. 중국의 조사는 만리장성으로 대표되는 진나라 및 한나라, 명나라의 장성 유적뿐만 아니라 그외 다른 역대 왕조에서 건설된 다양한 장성을 조사하여 그것을 모두 합산하여 만리장성의 길이가 연장되었다고 발표한 바 있다. 한국에서는 언론의 왜곡된 발표로 논란이 되고 있으나, 동북아역사재단은 공식 검토 의견을 통해 중국의 정치적 의도 및 고구려, 발해와의 연관성은 확인할 필요가 있으나 정확한 사실도 확인하지 않고 촉발된 언론의 논란은 잘못된 것이라 일축했다.

## 주요 장성

### 베이징 동쪽
- 노룡두 장성(老龍頭長城)
- 산해관(山海關)

### 베이징 주변
- 사마대 장성(司馬臺長城)
- 금산령 장성(金山嶺長城)
- 반용산 장성(蟠龍山長城)
- 고북구 장성(古北口長城)
- 대진욕 장성(大榛峪長城)
- 황화성 장성(黃花城長城)
- 모전욕 장성(慕田峪長城)
- 전구 장성(箭扣長城)
- 팔달령 장성(八達嶺長城)
- 수관 장성(水關長城)
- 거용관, 거용관 장성(居庸關・居庸關長城)
- 삽전령 장성(挿箭嶺長城)

### 베이징 서쪽
- 노우만 장성(老牛灣長城)
- 유림진 북루(楡林鎭北樓)
- 삼관구 장성(三關口長城)
- 텐겐사막 장성(톈겔砂漠長城)
- 단협구 장성(丹峽口長城)
- 가욕관(嘉峪關)
- 하창성(河倉城)
- 옥문관(玉門關)
- 양관(陽關)

## 같이 보기
- 지하 만리장성(영어판)
- 가욕관 (장성의 서쪽 끝)
- 산해관 (장성의 동쪽 끝)
- 거용관 장성
- 팔달령 장성
- 진 시황제
- 척계광
- 메가스트럭처
- 몽염